# 角鳎
角鳎（学名：Aesopia cornuta）为輻鰭魚綱鰈形目鰨亞目鳎科角鳎属的鱼类，俗名角牛舌、角鳎沙、狗舌、羽条鳎。分布于西到印度半岛东岸、南非、南到泰国、北达日本南部以及海南岛、两广、福建南部及台湾等海区等，属于暖水性浅海底层鱼，棲息深度8-100公尺，體長可達25公分，棲息在沿岸沙泥底質底層水域，生活習性不明，可做為食用魚。该物种的模式产地在印度。